# Гюнгьорен
„Гюнгьорен“ (на турски: Güngören) е община и околия на град Истанбул, Турция. Разположена е в Европейската част на Турция. Общата ѝ площ е 8,39 км2. Според данни на Адресната система за регистриране на населението (ABPRS) към 2024 г. населението на „Гюнгьорен“ е 264 831 жители.

## Квартали
Околията е съставена от 11 квартала:
- „Абдурахман Нафиз Гюрман“
- „Акънджълар“
- „Генчосман“
- „Гювен“
- „Гюнештепе“
- „Марешал Чакмак“
- „Мехмет Несих Йозмен“
- „Синайи“
- „Тозкопаран“
- „Хазнедар“
- „Център“